# Burg Amagasaki
Die Burg Amagasaki (japanisch 尼崎城 Amagasaki-jō) befindet sich in der Stadt Amagasaki in der Präfektur Hyōgo. In der Edo-Zeit residierten dort zuletzt die Sakurai-Matsudaira als Fudai-Daimyō.

## Burgherren in der Edo-Zeit
- Ab 1615 die Takebe mit einem Einkommen von 10.000 Koku,
- ab 1617 ein Zweig des Toda-Klans mit 50.000 Koku,
- ab 1635 ein Zweig des Aoyama-Klans mit 50.000 Koku und
- ab 1711 die Sakurai-Matsudaira mit 40.000 Koku.

## Geschichte
An der Küste zwischen der Kinki-Region und Westjapan hatten zu Beginn der Sengoku-Zeit die Hosokawa eine Burg errichtet. Die Vertreter nach der Toyotomi-Zeit in dieser Gegend, die Takebe, erhielten nach ihrem Beitrag zur Eroberung der Burg Osaka im Sommer 1615 ein erhöhtes Einkommen, wurde damit zum Daimyō und wurden somit zum Burgherren. Sie mussten allerdings nach nur zwei Jahren die Burg an Toda Ujikane (戸田 氏鉄; 1576–1655) übergeben. Zur Zeit der Toda wurde die Anlage der Burg auf Befehl des Shogunats verstärkt. Ujikane wurde schon bald als Kommissar für den Wiederaufbau der Burg Osaka versetzt, es folgten die Aoyama und schließlich ein Zweig der Matsudaira.

## Die Anlage
Auf den Resten der Burg der Hosokawa wurde ab 1617 der zentrale Burgbereich, das Hommaru (本丸), errichtet. An der Südwestecke des Hommaru befand die der vierstöckige Burgturm (天主閣 Tenshukaku). Drum herum schlossen sich der zweite Burgbereich, das Ni-no-maru (二の丸) und weitere, umgebende Burgbereiche, wie das Matsu-no-maru (松の丸), das Tōzai-san-no-maru (東西三の丸) und andere an.
Während der Meiji-Zeit wurden die Steine der Burg benutzt, um den Hafen von Aamagasaki vor Sturmfluten zu schützen, so dass von der Burg kaum noch etwas übrig blieb. In jüngerer Zeit hat man einige Mauerabschnitte wieder hergestellt. Im ehemaligen Hommaru befindet sich nun Grund- und Mittelschulen, eine Stadtbehörde und andere Gebäude. Nur ein Teil des äußeren Bereiches ist zu einer Grünanlage, dem Amagasakijōshi-Park (尼崎城址公園, ~ kōen), umgestaltet worden. Auch ein Teil des San-no-maru ist als Sanomaru-Park (三の丸公園, ~ kōen) erhalten. Seit 2018 wurde im Amasaki Joshi Park (尼崎城址公園), abweichend vom Originalstandort, der Hauptturm (天守) des Honmaru rekonstruiert. Der in Beton ausgeführte Bau wurde Ende 2018 fertig gestellt.

## Bilder

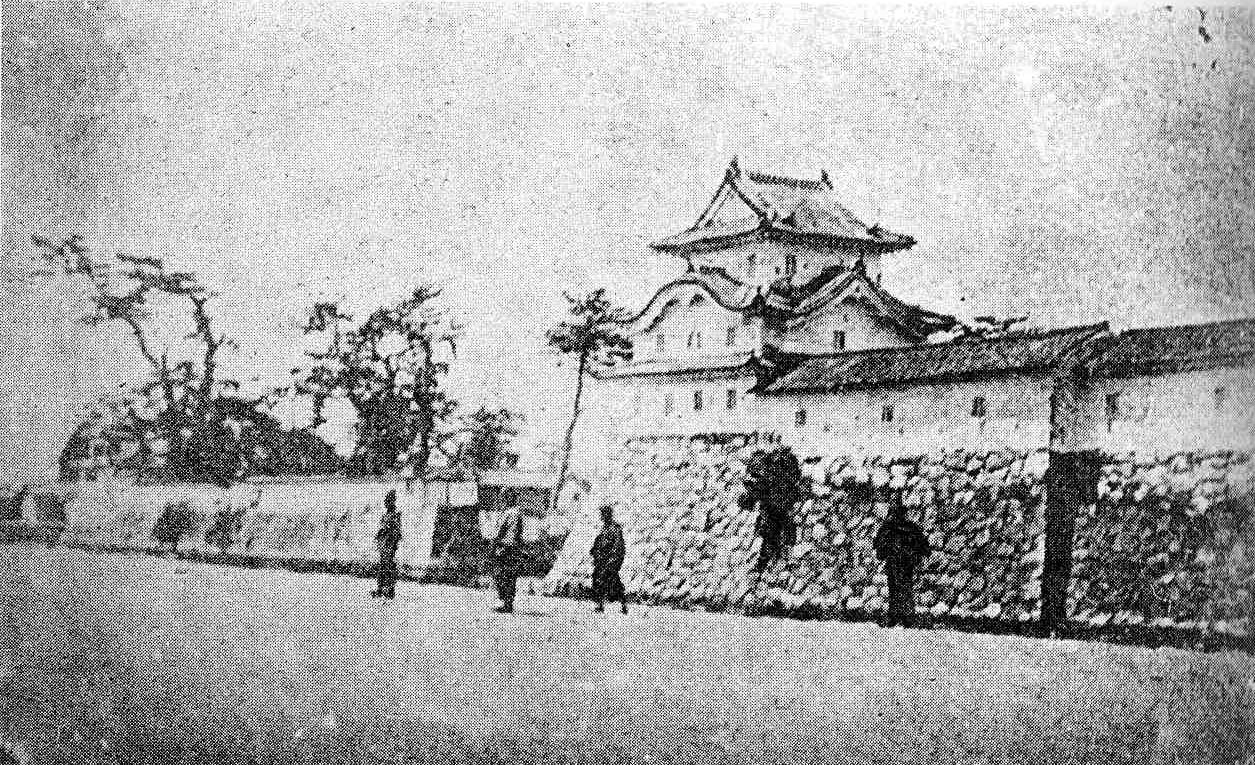
Vor dem Hommaru
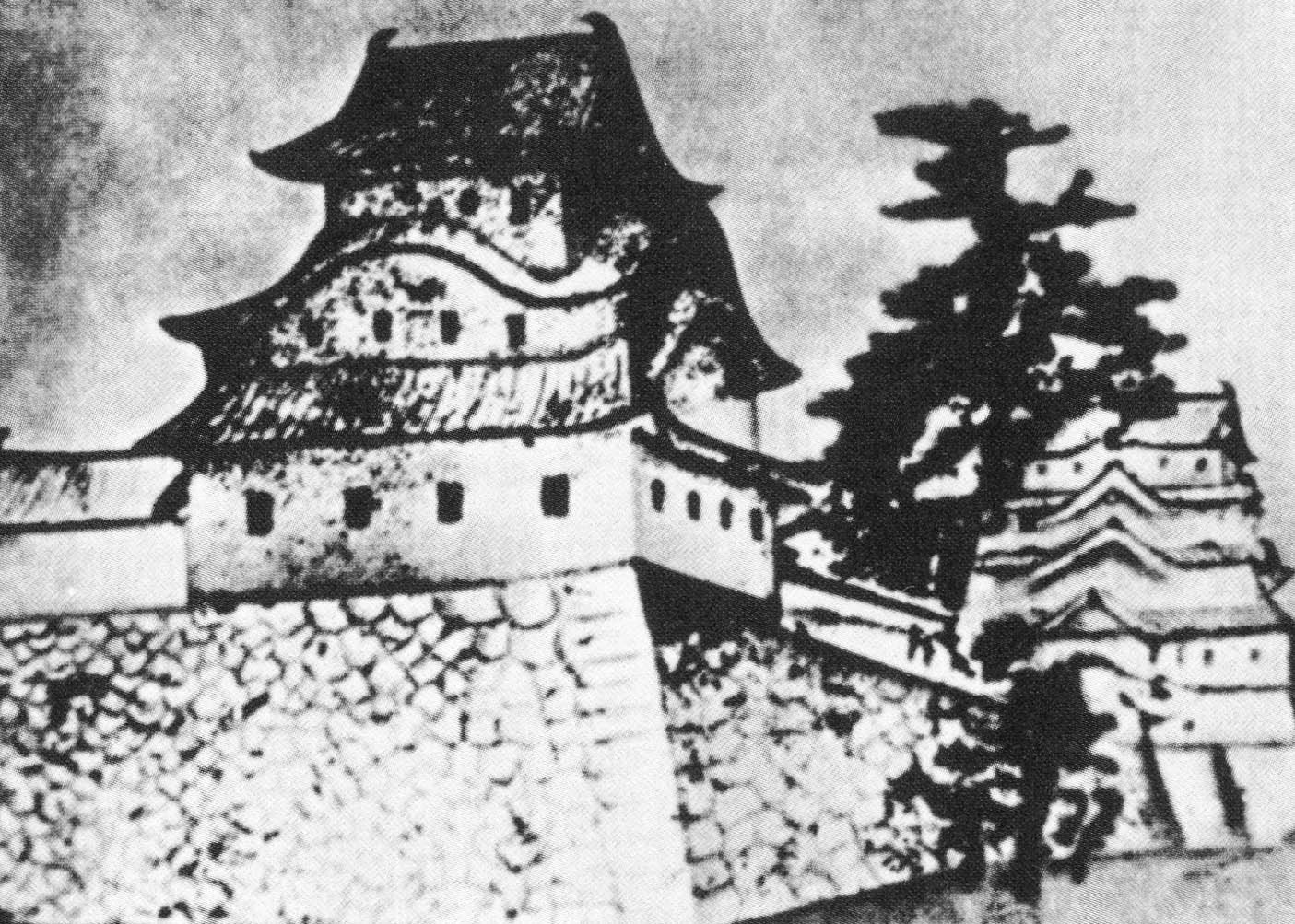
Hommaru, Burgturm hinten
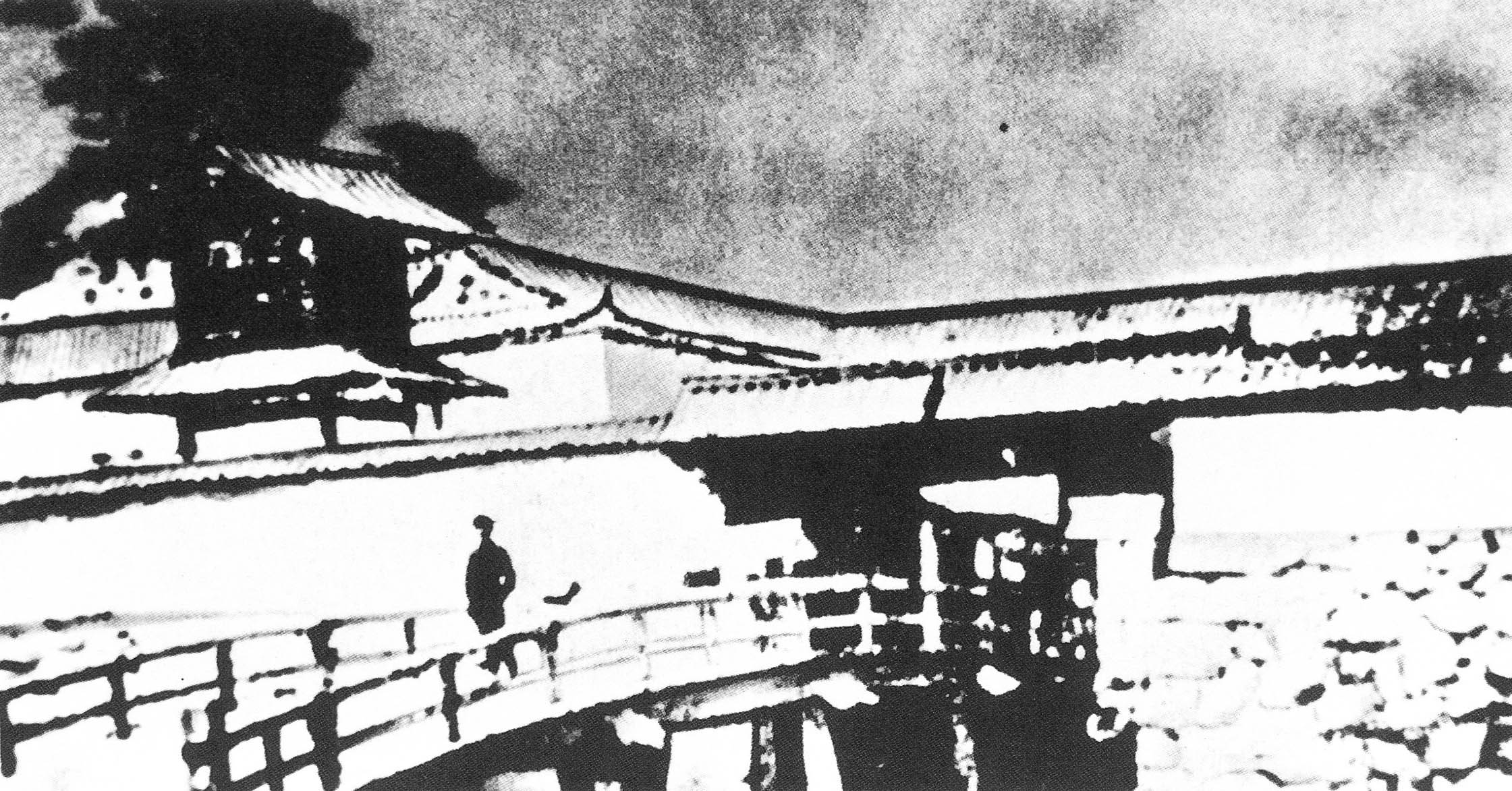
Trommel-Turm
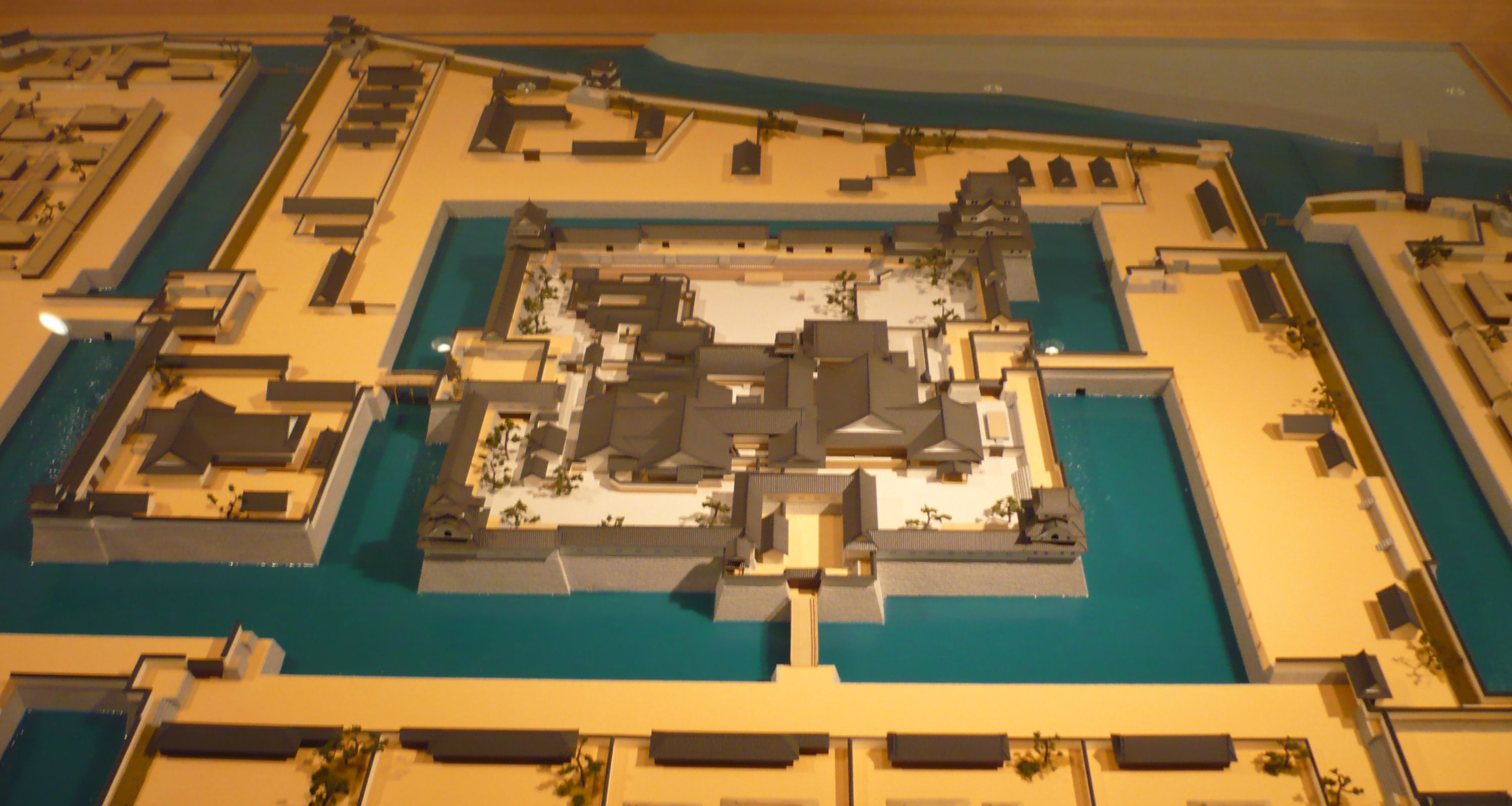
Modellansicht auf die Burg von Süden her